# Макинтайр, Аласдер
Аласдер Чалмерз Макинтайр (англ. Alasdair Chalmers MacIntyre; 12 января 1929[…], Глазго — 21 мая 2025, Саут-Бенд, Индиана) — один из ведущих представителей американской политической философии и этики, в частности направления коммунитаризма. В его сфере интересов также история философии и теология. Самая известная книга - After Virtue.

## Биография
Родился в семье Джона и Эмили (Чалмерз) Макинтайров, шотландских врачей ирландского происхождения. Вырос в Лондоне, учился в Эпсомском колледже в графстве Суррей, изучал классику в Колледже королевы Марии Лондонского университета (1945-49), получил степень магистра в Манчестерском университете (1951). Преподавал там же философию религии, а в 1957-61 читал лекции по философии в Университете Лидса. В 1961-62 исследовательский феллоу оксфордского Наффилд-колледжа; феллоу Университетского колледжа в Оксфорде (1963-66); профессор социологии в Университете Эссекса (1966-70).
В 1970 году уезжает из Соединённого королевства преподавать в США.
- Профессор истории в университете Брандейс (1969—1970),
- Декан Колледжа искусств и профессор философии, Бостонский университет, (1972),
- Профессор колледжа Уэлсли (1980),
- Профессор Университета Вандербильта (1982),
- Профессор философии, Университет Нотр-Дам (1985),
- Профессор философии, Университет Вандербильта (1985),
- Внештатный научный сотрудник, Уитни гуманитарный центр, Йельский университет (1988),
- Профессор философии, Университет Нотр-Дам (1989),
- Искусств и наук, профессор философии, Университет Дьюка (1995—1997).
- Кроме того, был приглашённым профессором в Принстонском университете, экс-президент Американской философской ассоциации.

Умер 21 мая 2025 года в возрасте 96 лет.

## Основные идеи
Макинтайр А. занимается разработкой проблемы морали в современном обществе. Его концепция основана на представлении о том, что современное общество культурно разнообразно, в соответствии с этим в современных западных странах одной из важнейших проблем (и задач для решения политиков этих стран) становится проблема организации совместного сосуществования различных моральных установок, которые порой противоречат друг другу. Решением этой проблемы занимаются видные исследователи социальных взаимоотношений, политики, философы и т. п. (Ч. Тейлор, С. Бенхабиб, Н. Глейзер, Р. Дворкин, Р. Рорти, М. Уолцер и др.) в рамках исследований культурных различий, мультикультурализма, дискриминации, терпимости и др. Выделяют несколько теоретических направлений, занимающихся разработкой и решением проблем морали, в частности: коммунитаризм и атомизм.
В диспутах о морали превалируют представления о развитии понятия морали, этических представлений, в целом, от простого к сложному. Однако характерное для современных исследований сопоставление тех или иных концепций морали в ракурсе движения представлений от первобытных к современным как от «неправильных» к «правильным» не даёт возможности решения проблем столкновения различных моральных установок в рамках границ современных государств и обществ. В действительности же современное многообразие моральных установок приводит к беспорядку в «языке морали». Чтобы навести порядок, необходимо обратиться к истории, так как каждой эпохе, каждому периоду в развитии философии соответствует собственное понимание и собственное отношение к истине, а соответственно, и к морали: наше представление о морали будет отличным от моральных представлений, например, Древней Греции. Современная этика характеризуется наличием неразрешимых нравственных проблем, связано это с системой мышления или исследования, заложенной в Новое время, с главенством принципа рациональности. Рациональное исследование или рациональное восприятие фактов морали невозможно, так как: «… моральные суждения, будучи выражением установки или чувства, ни истинны, ни ложны». Другими словами, «чистый разум» Канта не может быть универсальным в дискурсе морали. Нравственные, моральные, этические проблемы могут быть решены в более широких пределах культурных или религиозных традиций, содержащих основные принципы, касающиеся смысла и цели индивидуальной и социальной жизни человека. Более того, сам разум находится в зависимости от этих традиций и принципов.
В результате, одним из основных моментов философии Макинтайра является признание краха рациональности как поля ведения моральных споров. Это признание ранее привело к отказу от рациональности Просвещения Руссо, Толстого, Ж.-П. Сартра, Ницше и Ч. Стивенсона. Проект Просвещения (в смысле — reason) ошибочен c их точки зрения. И Макинтайр начинает осваивать различные формы рациональной аргументации, которые не претендуют на универсальность, говоря, что полный отказ от рациональности (как у Ницше, Ч. Стивенсона или Ж.-П. Сартра), в свою очередь, также ошибочен.
Макинтайр представляет исторические повествования развития этики, чтобы наглядно показать, что современные понятия и моральные аргументы несоизмеримы, так как исходят из несоизмеримых конкурирующих аргументов: «… конкурирующие посылки таковы, что мы не обладаем рациональным способом сравнения одного утверждения с другим в смысле их силы».
В числе таких своеобразных (левых) традиционалистов как Джиллиан Роуз и Симона Вейль, Макинтайр, «чьи собственные усилия по возрождению того, что он называет „традицией добродетелей“» вызвали контрвозражения, «утверждает, что не существует такого понятия, как нетрадиционная форма жизни: каждый в конечном итоге принимает хотя бы одну традицию, осознает он это или нет. Даже современный либерал, который сам себя определяет против „тирании традиции“, на самом деле просто отдал себя еще одной традиции».

## Основные сочинения
- Марксизм: интерпретация (Marxism: An Interpretation) 1952 г.
- Новые очерки по философской теологии (New Essays in Philosophical Theology) 1955 г.
- Бессознательное: концептуальный анализ (The Unconscious: A Conceptual Analysis) 1958 г.
- Трудности христианских убеждений (Difficulties in Christian Belief) 1959 г.
- Этические произведения Юма (Hume’s Ethical Writings) 1965 г.
- Краткая история этики: История моральной философии от Гомера до XX века (A short history of ethics: a history of moral philosophy from the Homeric age to the twentieth century) 1998 (1966) г.
- Секуляризация и нравственные изменения (Secularization and Moral Change) 1967 г.
- Религиозное значение атеизма (в соавт. с П. Рикером). (The Religious Significance of Atheism) 1969 г.
- Герберт Маркузе: Описание и дискуссия (Herbert Marcuse: An Exposition and a Polemic) 1970 г.
- К самоопределению века: Испытание идеологии и философии (Against the Self-Images of the Age: Essays on Ideology and Philosophy) 1971 г.
- После добродетели (After Virtue) 1981 г.
- Чья справедливость? Чья рациональность?(Whose Justice? Which Rationality?) 1988 г.
- Три версии вопроса о нравственности (Three Rival Versions of Moral Enquiry) 1990 г.
- Первые принципы и современные философские проблемы (First Principles, Final Ends, and Contemporary Philosophical Issues) 1990 г.
- Марксизм и христианство (Marxism and Christianity) 1995 г.
- Зависимые рациональные животные: Зачем людям ценности (Dependent Rational Animals: Why Human Beings Need the Virtues). 1999 г.
- Эдит Штайн: философский пролог, 1913—1922 гг. (Edith Stein: A Philosophical Prologue, 1913—1922). 2005 г.[12]

#### Переводы на русский язык
- Макинтайр А. После добродетели / пер. с англ. Целищева. — М.: Академический проект, 2000. — 384 с. — ISBN 5-8291-0084-3.
- Макинтайр А. Бессознательное. Понятийный анализ // Философско-литературный журнал «Логос» : журнал. — 2006. — № 1. — С. 186—232. — ISSN 2499-9628.
- Макинтайр А. Императивы, причины действия и этика // Философско-литературный журнал «Логос» : журнал  / пер. с англ. М. Томилиной. — 2008. — № 1. — С. 138—148. — ISSN 2499-9628.
- Макинтайр А. Идеология, социальная наука и революция // Философско-литературный журнал «Логос» : журнал  / пер. с англ. Д. Узланера. — 2012. — № 2 (86). — С. 134—159. — ISSN 2499-9628.
- Макинтайр А. Ошибка каузальности в социальной науке // Социологическое обозрение : журнал  / пер. с англ. А. М. Корбута. — 2013. — Т. 12, № 1. — С. 139—157. — ISSN 1728-1938.
- Макинтайр А. Как Аристотелизм Может Стать Революционным: Этика, Сопротивление и Утопия
- Макинтайр А. Этика добродетелей
- Макинтайр А. Является ли патриотизм добродетелью? Часть 1. Часть 2.

## Интервью
- 'The Illusion of Self-Sufficiency' in A. Voorhoeve Conversations on Ethics (Oxford University Press, 2009).
- «Nietzsche or Aristotle?» in Giovanna Borradori, The American Philosopher: Conversations with Quine, Davidson, Putnam, Nozick, Danto, Rorty, Cavell, MacIntyre, Kuhn (Chicago: University of Chicago Press, 1994) 137—152

## Лекции (видео)
- «On having survived the academic moral philosophy of the twentieth century» (scroll down) (на англ. яз.)
- «Newman’s Idea of a University»(на англ. яз.)
- «Ends and Endings» — Lecture delivered at The Catholic University of America for the series «The Issue of Truth — In Honor of Robert Sokolowski» (на англ.яз.)